# Ángel Alcázar Gutierrez
Ángel Alcazar Gutierrez (Madrid, 16 d'abril de 1967) és un exfutbolista i entrenador madrileny.

## Trajectòria
Després de passar pel CP Cacereño, a la 89/90 fitxa per l'Sporting de Gijón. A Astúries hi serà titular indiscutible en tres dels quatre anys que hi roman (la temporada 91/92 només hi juga 9 partits).
L'estiu de 1993 marxa al Rayo Vallecano. En l'equip madrileny, el defensa hi serà de nou peça clau en l'onze inicial pràcticament en les nou temporades en les quals hi forma part, tant en Primera com a Segona Divisió. Va formar part de l'històric Rayo que es va classificar per la UEFA a finals dels anys 90.
Finalment, la temporada 02/03 la juga a les files del CF Extremadura, tot penjant les botes al seu final.

### Com a entrenador
Es va iniciar en aquesta tasca dirigint al filial de l'Extremadura, i després al primer equip. Posteriorment, va esdevenir el segon entrenador del Cadis CF. Actualment, dirigeix al CP Cacereño.